# Máximo Viola
Máximo Sison Viola (1857-1933) là một nhà tuyên truyền, nhà văn, nhà lãnh đạo cách mạng và một y sĩ tại Bulacan, Philippines.
Ông được biết đến như là người bạn thân nhất của José Rizal ở Châu Âu. Họ làm việc cùng nhau, họ thăm các viện bảo tàng, phòng trưng bày nghệ thuật, nhà hàng và ở lại khách sạn và đôi khi làm việc ở đó. Ông đã dẫn đầu một cuộc chiến chống lại Thực dân Tây Ban Nha với hai người anh em của ông. Ông cũng là một trong những người lãnh đạo Phong Trào Tuyên truyền. Ông cũng tài trợ cho cuốn tiểu thuyết trứ danh Noli Me Tángere của José Rizal. Ông học y khoa tại trường Đại học Santo Tomas và năm 1882 ông sang Tây Ban Nha để tiếp tục học tập tại trường Đại học Barcelona. Ông đã hoàn thành khóa học của mình vào năm 1886.

## Cuộc đời và học vấn
Máximo Viola sinh ngày 17 tháng 10 năm 1857 tại Santa Rita, San Miguel, Bulacan và là con con của Pedro Viola và Isabel Sison. Ông đã hoàn thành khóa học của mình của tại Đại học Santo Tomas. Sau đó Viola đã đi đến Tây Ban Nha để theo học tại trường Đại học Barcelona, nơi ông đã nhận được một bằng cấp về y học năm 1882.

## Gặp gỡ José Rizal
Viola lần đầu gặp José Rizal tại Barcelona, Tây Ban Nha và cả hai đều tham gia Phong trào Tuyên truyền. Ông đã đi khắp châu Âu, đặc biệt là Đức, Áo-Hungary và Thụy Sĩ từ tháng 5 đến tháng 6 năm 1887 theo lời mời của một người bạn.
Ông cũng đồng ý trong việc giúp José Rizal viết cuốn tiểu thuyết Noli Me Tángere nhưng Rizal lại tự mình viết. Đến khi Rizal gặp khó khăn về tài chính trong việc xuất bản Noli Me Tángere và xem xét hủy bản thảo của cuốn sách, ông đã ngỏ ý tài trợ cho Rizal. Rizal ban đầu do dự, nhưng ông khăng khăng muốn giúp Rizal và mọi việc kết thúc khi Viola cho Rizal vay 300 Peso cho việc in 2.000 bản tiểu thuyết năm 1887. Việc in ấn đã kết thúc sớm hơn 5 tháng ước tính. Viola sau đó đã nhận được một bản sao của cuốn tiểu thuyết của Rizal.

## Quay trở lại Philippines
Năm 1887, Viola trở về Philippines để hành nghề bác sĩ. Ông đã có một cuộc họp ngắn với Rizal ở Manila vào cuối tháng 6 năm 1892. Cả hai người đều nghi ngờ có liên hệ với phong trào ly khai. Chính quyền Thực dân Tây Ban Nha vẫn nghi ngờ Viola cho đến cuộc Cách mạng Philippines. Cùng với hai người anh em của mình, ông ở lại Biak-na-Bato trong cuộc cách mạng chống lại Chính quyền Thực dân Tây Ban Nha
Sau đó ông bị Chính quyền Đế quốc Mỹ đày vào một nhà tù quân sự ở Manila bởi trong thời kỳ đầu của Chính quyền Mỹ tại Philippines. Ông sau đó được chuyển đến Olongapo. Viola sau đó được trả tự do bởi một bác sĩ người Mỹ, Tiến sĩ Fresnell. Fresnell đã nhờ sự trợ giúp của ông vì Fresnell thiếu kiến thức về các bệnh nhiệt đới.

## Cuộc sống sau này

Bia tưởng niệm Máximo Viola tại Salangan, San Miguel, Bulacan

Viola trở thành chủ tịch của Liga de Proprietarios để hỗ trợ nông dân ở San Miguel, Bulacan chống lại các chính trị gia đang cố tìm cách chiếm đoạt tiền thuê nhà của những người đi ở thuê. Trong quá trình mở rộng tuyến đường sắt Manila tới Cabanatuan, Nueva Ecija, ông đã phản đối việc mua lại đất của Công ty Anh mà không cần phải bồi thường cho các chủ đất bị ảnh hưởng. Viola cũng miễn học phí cho những người có hoàn cảnh khó khăn..
Ông cũng tham gia vào việc sản xuất đồ nội thất Kamagong trong những năm cuối đời. Viola đã được trao giải thưởng cho một cuộc triển lãm ở Manila vào năm 1920.
Hồi ký của ông về Rizal đã được xuất bản trong một tờ báo Tây Ban Nha tên là El Ideal, được chia làm ba phần trong ba số liên tiếp từ ngày 18 đến 20 tháng 6 năm 1913. Viola mất tại Sanrio, San Miguel, Bulacan vào ngày 3 tháng 9 năm 1933  do ung thư.

## Đời sống cá nhân
Sau khi Viola từ Châu Âu trở về Philippines, ông gặp Juana Roura và kết hôn với bà năm 1890. Họ có năm người con trai nhưng hai người đã chết từ khi còn sơ sinh.